# John Carew Eccles
John Carew Eccles (ur. 27 stycznia 1903 w Melbourne, zm. 2 maja 1997 w Locarno) – australijski neurofizjolog, laureat Nagrody Nobla.

## Życiorys
W 1925 roku ukończył studia medyczne na Uniwersytecie w Melbourne z pierwszą nagrodą. Kontynuował edukację w Magdalen College Uniwersytetu Oksfordzkiego pod kierunkiem Charlesa Sherringtona. W 1929 uzyskał stopień doktora. W 1937 powrócił do Australii. Kierował małym laboratorium badawczym w Sydney. W tym czasie współpracował m.in. z Bernardem Katzem i Stephenem Kufflerem. Zajmował się elektroneurologiczną analizą połączeń komórkowych kotów i żab. Badania te przerwała II wojna światowa, w czasie której Eccles pracował na potrzeby wojska. Po wojnie został profesorem na nowozelandzkim Uniwersytecie Otago w Dunedin. Pracował tam w latach 1944–1951.
Doszedł do wniosku, że w przenoszeniu impulsów między neuronami (komórkami nerwowymi) poprzez synapsy przeważa droga elektryczna, a nie chemiczna. Pomimo że hipoteza ta była błędna, pozwoliła zaplanować wiele eksperymentów udowadniających przenoszenie sygnałów droga chemiczną, wśród nich prowadzonych wspólnie z Bernardem Katzem badań nad działaniem acetylocholiny jako neuroprzekaźnika.
W 1963 otrzymał, wraz z Alanem Hodgkinem i Andrew Huxleyem, Nagrodę Nobla w dziedzinie fizjologii lub medycyny za odkrycie mechanizmów jonowych pobudzania i hamowania na zewnątrz i wewnątrz błony komórkowej neuronów.
Eccles był dwukrotnie żonaty. Pierwszy raz ożenił się w 1928 z Nowozelandką Irene Frances Miller, z którą miał dziewięcioro dzieci (czterech synów i pięć córek). Po rozwodzie, w 1968, ożenił się ponownie z Czeszką Heleną Táboríkovą, neurofizjologiem z Uniwersytetu Karola w Pradze.